# Список загиблих у боях за Слов'янськ та Краматорськ
У статті наведено список втрат українських сил у боях за Слов'янськ та за Краматорськ.
За даними УНІАН станом на липень 2017 року, у боях за Слов'янськ загинуло 70 українських військовиків.

## Список загиблих
- Аніщенко Олександр Григорович (1969—2014) — український спецпризначенець, підполковник групи «Альфа» Служби безпеки України, полковник (посмертно), заступник начальника сумського підрозділу «Альфи».
- Бєлкін Андрій Володимирович (1977—2014) — український військовик, підполковник, командир вертолітної ланки 16-ї окремої бригади армійської авіації 8-го армійського корпусу Сухопутних військ ЗС України.
- Біліченко Геннадій Васильович (1972—2014) — капітан Управління Служби безпеки України в Полтавській області, співробітник Центру спеціальних операцій СБУ.
- Білошкурський Валентин Васильович (1979—2014) — прапорщик, інструктор — старший кулеметник, спецпідрозділ «Ягуар» МВС України.
- Бульдович Сергій Іванович (1973—2014) — український військовий, гвардії полковник, командир екіпажу гелікоптеру.
- Голяченко Олександр Михайлович (1992—2014) — солдат Збройних сил України, командир мінометного розрахунку.
- Горбенко Ігор Ігорович (1983—2014) — український спецпризначенець, підполковник групи «Альфа» Служби безпеки України (звання присвоєно посмертно).
- Грішин Ігор Іванович (1975—2014) — льотчик, загинув при виконанні бойових обов'язків.
- Давидов Ярослав Олегович (1994—2014) — український солдат-десантник.
- Долінський Віктор Григорович (1980—2014) — прапорщик МВС України, інструктор-гранатометник взводу вогневої підтримки, спецпідрозділ «Ягуар».
- Дришлюк Павло В'ячеславович (1973—2014) — капітан Збройних сил України, старший бортовий авіаційний технік-інструктор, 15-а окрема бригада транспортної авіації.
- Дяковський Юрій Іванович (1989—2014) — учасник Євромайдану. Герой України.
- Зінчик Станіслав Михайлович (1975—2014) — рядовий резерву, Міністерство внутрішніх справ України.
- Камінський Сергій Васильович (1975—2014) — майор Збройних сил України, заступник командира ескадрильї з виховної роботи, 15-а окрема бригада транспортної авіації, оператор аерофотозйомки.
- Кеда Дмитро Юрійович (1994—2014) — солдат Збройних сил України, військовик 79-ї бригади.
- Кондаков Олександр Володимирович (1992—2014) — старший солдат Збройних сил України, радист радіогрупи, 3-й окремий полк спеціального призначення.
- Кравченко Сергій Миколайович (1975—2014) — український військовий, гвардії капітан, борт-технік гелікоптеру Мі-8.
- Кульчицький Сергій Петрович (1963—2014) — український військовий, генерал-майор, начальник управління бойової та спеціальної підготовки Головного управління Національної гвардії України. Герой України.
- Курилович Віталій Іванович (1973—2014) — український військовий, майор. Начальник групи бойової та спеціальної підготовки.
- Лисечко Антон Ігорович (1988—2014) — сержант Збройних сил України, старший навідник автоматичного станкового гранатомета, 79-а окрема аеромобільна бригада.
- Ліпський Віктор Володимирович (1983—2014) — прапорщик, Міністерство внутрішніх справ України, інструктор — старший кулеметник, спецпідрозділ «Ягуар».
- Лужевський Руслан Михайлович (1975—2014) — український спецпризначенець, капітан групи «Альфа» Служби безпеки України. Герой України.
- Мазунов Руслан Олександрович (1979—2014) — український військовик, майор, бортовий авіаційний технік вертолітної ланки 16-ї окремої бригади армійської авіації 8-го армійського корпусу Сухопутних військ ЗС України.
- Мамадалієв Володимир Гаїбович (1977—2014) — український військовик, підполковник 51-ї окремої гвардійської Перекопсько-Харківської Празько-Волинської механізованої бригади.
- Мендель Роман Володимирович — сержант 25-ї бригади.
- Могилко Костянтин Вікторович (1978—2014) — український військовик, підполковник, командир літака, командир ескадрильї «Блакитна стежа» 15-ї окремої бригади транспортної авіації Повітряних Сил Збройних Сил України. Герой України.
- Плоходько Руслан Володимирович (1975—2014) — український військовик, підполковник (посмертно), командир вертолітної ланки 16-ї окремої бригади армійської авіації 8-го армійського корпусу Сухопутних військ ЗС України.
- Поправка Юрій Юрійович (1995—2014) — учасник Революції гідності. Одна з перших жертв війни на сході України. Герой України.
- Потапенко Олексій Володимирович (1978—2014) — прапорщик Збройних сил України, старший бортовий механік, 15-а окрема бригада транспортної авіації.
- Руденко Сергій Сергійович (1979—2014) — український військовик, підполковник (посмертно), командир вертолітної ланки 16-ї окремої бригади армійської авіації 8-го армійського корпусу Сухопутних військ ЗС України.
- Сабада Олександр Борисович (1979—2014) — підполковник (посмертно) Збройних сил України, начальник штабу — перший заступник командира ескадрильї.
- Сенюк Тарас Михайлович (1980—2014) — український військовик, підполковник, командир 1-го аеромобільно-десантного батальйону 95-ї окремої аеромобільної бригади Високомобільних десантних військ ЗС України. Герой України.
- Серебряков Олександр Вікторович — десантник, старший солдат 25-ї окремої повітряно-десантної бригади/
- Топчій Микола Миколайович (1973—2014) — майор (посмертно) Збройних сил України, бортовий авіаційний технік вертолітної ланки, 16-а окрема бригада армійської авіації.
- Шингур Дмитро Васильович (1981—2014) — український військовик, капітан, штурман-льотчик вертолітної ланки 16-ї окремої бригади армійської авіації 8-го армійського корпусу Сухопутних військ ЗС України.
- Шпак Марк Валентинович (1988—2014) — старший прапорщик Служби безпеки України, співробітник підрозділу СБУ «Альфа», оперативний водій.

19 травня у ході мінометного обстрілу гори Карачун загинув солдат 95-ї аеромобільної бригади Геннадій Беляк.
23 червня під час ротації біля Слов'янська внаслідок ДТП загинув прапорщик Одеського прикордонного загону Майданюк Тарас Валерійович.
Вранці 5 жовтня 2014-го в місті Краматорськ загинув майор Збройних сил України Олександр Луньов.
2 квітня 2015-го на блокпосту під Краматорськом загинув солдат Сірий Олександр Валентинович.
| Прізвище, ім'я, по-батькові   | Звання         | Дата смерті    | Формування                 | Обставини                                                                                |
| ----------------------------- | -------------- | -------------- | -------------------------- | ---------------------------------------------------------------------------------------- |
| Добрянський Максим Сергійович | старший солдат | 26 червня 2014 | 95 ОАеМБр                  | Загинув під час штурму бойовиків блокпоста № 1 на околиці Слов'янська в районі Рибгоспу. |
| Коган Андрій Ігорович         | сержант        | 26 червня 2014 | 95 ОАеМБр                  | Загинув під час штурму бойовиків блокпоста № 1 на околиці Слов'янська в районі Рибгоспу. |
| Гулик Артур Ярославович       | солдат         | 26 червня 2014 | Батальйон ім. Кульчицького | Загинув під час штурму бойовиків блокпоста № 1 на околиці Слов'янська в районі Рибгоспу. |